# 愛のテーマ (ロミオとジュリエット)
「ロミオとジュリエット 愛のテーマ」（英: Love Theme from Romeo and Juliet）は、1968年の映画『ロミオとジュリエット』のために作曲された楽曲。レナード・ホワイティング演じるロミオとオリビア・ハッセー演じるジュリエットが初めて出会うキャピレット家の祝宴中に、広間では青年役のイタリア人歌手ブルーノ・フィリッピーニが、"What is youth" を歌う演技、いわゆる「口パク」をしている。歌声そのものはグレン・ウェストンが歌っている声である。その曲が「愛のテーマ」で、英語の歌詞はユージン・ウォルターによるもの。日本ではこのサントラ盤がヒットした。インストゥルメンタルのバージョンの他、英詞ボーカルのバージョンには「Time for us」があり、作詞はラリー・クジック、作曲はニーノ・ロータによる。
日本ではオリコンシングル・チャートでサントラ盤シングルが1968年に64週ランクインし最高位18位を記録した。

## カバー
ヘンリー・マンシーニによって編曲されたインストゥルメンタルの楽曲は1969年のアメリカで最も人気のある曲となった。1969年6月28日から2週連続でBillboard Hot 100のシングルチャート1位を獲得し、この記録はマンシーニの唯一のトップテンのシングルチャートとなった。
マンシーニによって再編成されたこの曲は、フロリダ州オーランドのラジオ局でビートルズやローリング・ストーンズと言ったロックンロールの曲と競い合い、ここから広がり始めた。この楽曲はあまりにも柔らかい曲調であったために、いくつかのラジオ局からは強い反対を受けたが、この曲が「ゲット・バック」によるビートルズの5週連続トップを終わらせ第1位になったときには、反対していたラジオ局も心変わりを強いられた。
また、この曲はアメリカのHot アダルトコンテンポラリーで8週にわたってトップを飾り、マンシーニのトップセールスとなった。
さらに、パーシー・フェイスが女声コーラスを効果的に使った録音が1969年グラミー賞最優秀コーラス賞を受賞し、ジョニー・マティスの英詞盤”Time for us"は1969年に全米で96位を記録した。その他、アンディ・ウィリアムス、ジャック・ジョーンズ、レターメン、エンゲルベルト・フンパーディンク、イーディ・ゴーメなどが録音した。